# Pornografia al Japó

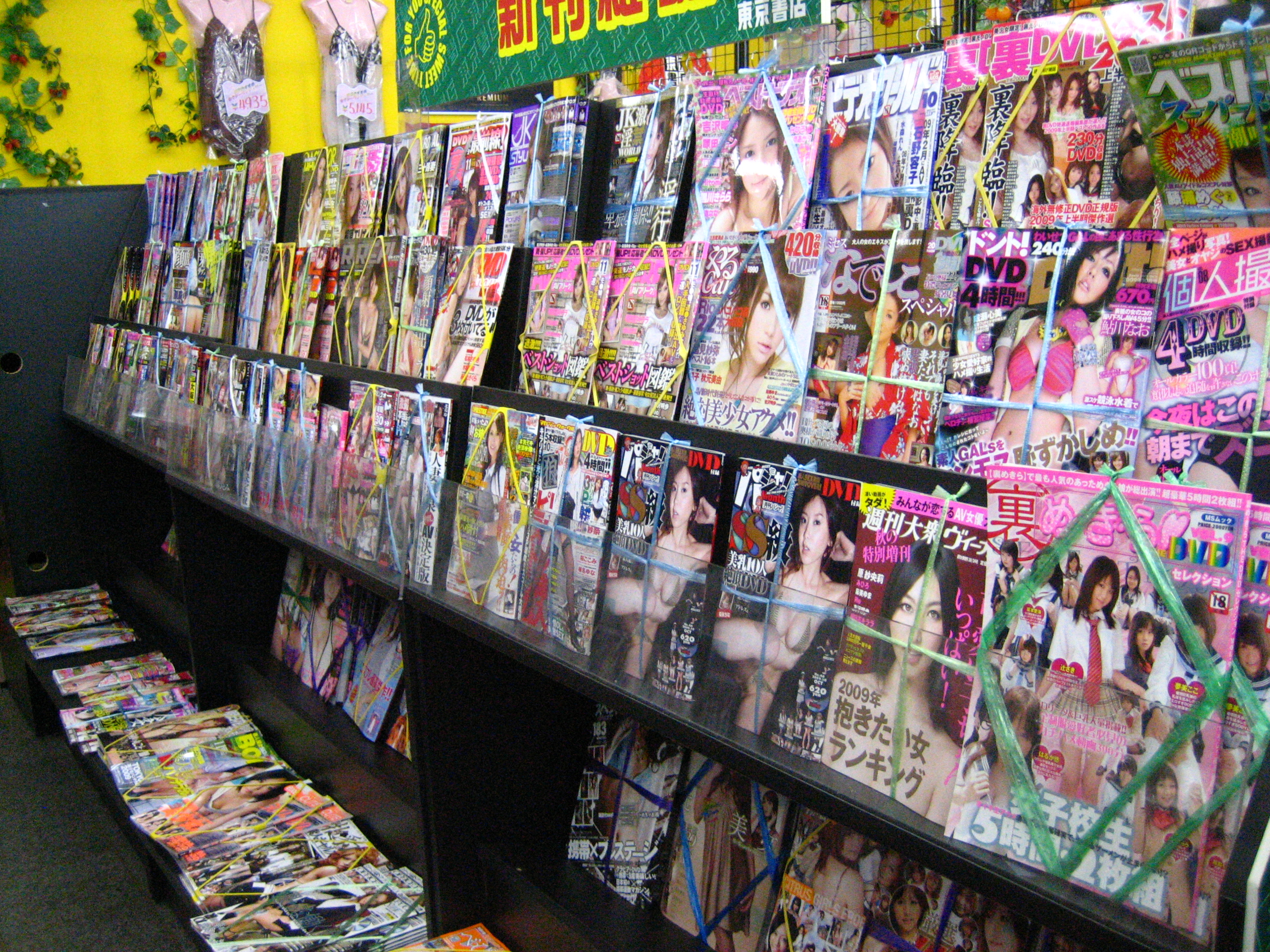
Revistes pornogràfiques en estanteries al Japó, 2009

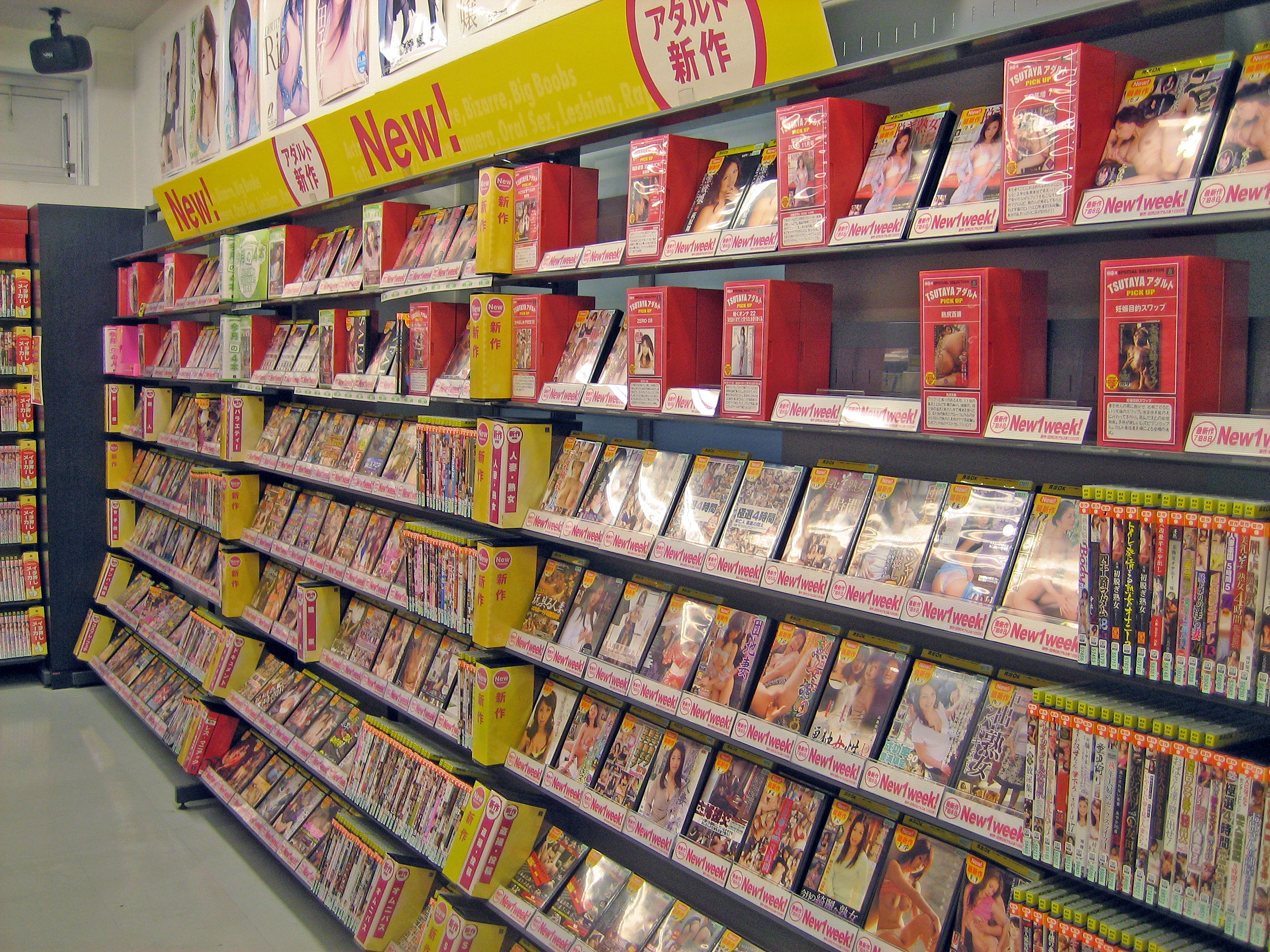
Vídeos per adults en una tenda de lloguer, 2008

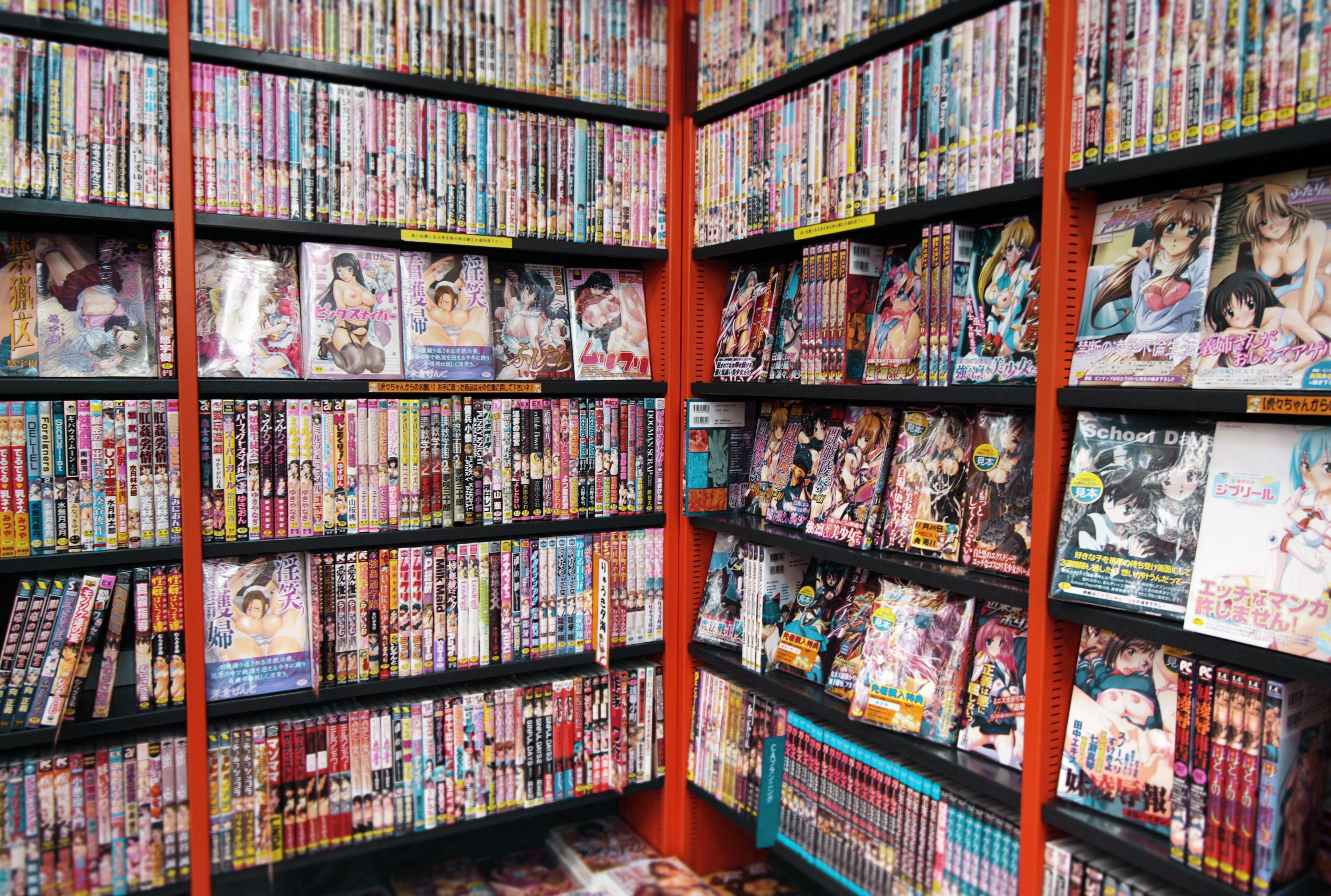
Hentai manga al Japó

La pornografia al Japó té característiques úniques que la distingeixen fàcilment de la pornografia occidental. Les pel·lícules pornogràfiques són conegudes com a "vídeos per adults" (AV) al Japó, de manera que els vídeos per a adults japonesos són "JAV", fent referència a la indústria de la pel·lícula pornogràfica japonesa. Les pel·lícules d'animació s'anomenen hentai en anglès, però al Japó s'usen els termes "anime d'adults" i "animació eròtica" (o ero anime). A més dels vídeos pornogràfics i les revistes amb actors en directe, ara hi ha categories de manga i anime (és a dir, hentai) i jocs d'ordinador pornogràfics (eroge; tant per PC com per consoles de videojoc).
Reflectint les opinions del Japó sobre sexualitat i cultura, la pornografia japonesa aprofundeix en un ampli espectre d'actes sexuals heterosexuals, homosexuals i transgènere a més de fetitxes i parafílies únics. Començant amb històries eròtiques i impressió de blocs de fusta d'abans del segle xx, la pornografia japonesa va evolucionar cap a diferents subcategories. En part amb els intents d'eludir les lleis japoneses sobre la censura, però també per atendre fetitxes particulars, els actors i productors han presentat temes que no s'han vist o rarament representats a la pornografia occidental; bukkake (ejaculació grupal), gokkun (consumirsemen), omorashi (necessitat d'orinar) i sexe tentacular són alguns gèneres únics japonesos. d'eròtica. Les Lolicon (noies joves), shotacon (nens joves) i la seva contribució a la controvèrsia sobre la regulació de la pornografia de dibuixos animats que representen menors ha estat un dels principals factors. qüestió relativa a la protecció infantil, la llibertat d'expressió i la moralitat pública tant dins com fora del Japó.
El Codi Penal Japonès de principis del segle XX té disposicions contra el material indecent, de manera que qualsevol pornografia produïda legalment ha de censurar els genitals dels actors i actrius; aquest tipus de censura també s'estén als gràfics del manga hentai, els videojocs i l'anime. Fins a mitjans de la dècada de 1990, també es censurava qualsevol representació del pèl púbic. Els anus només es censura en contacte o penetració. Els pits i els mugrons no estan censurats. La pixelització s'utilitza habitualment per seguir les directrius de censura sense ser massa obvi.

## Història
La mitologia japonesa, més tard coneguda com a xintoisme, elimina la culpa de la sexualitat: un acte sexual es considera un acte d'alegria sense connotacions de culpa o pecat.

### Període Edo

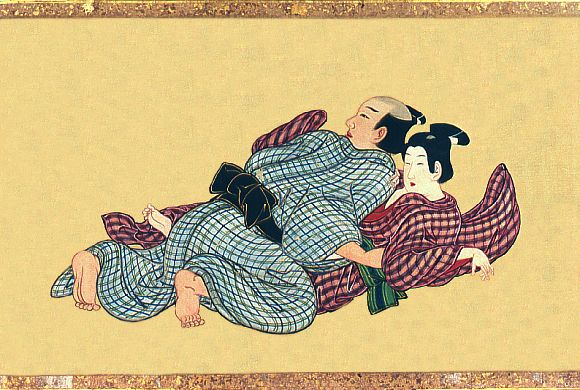
Passatemps primaveral
Shunga de Miyagawa Isshō, ca. 1750

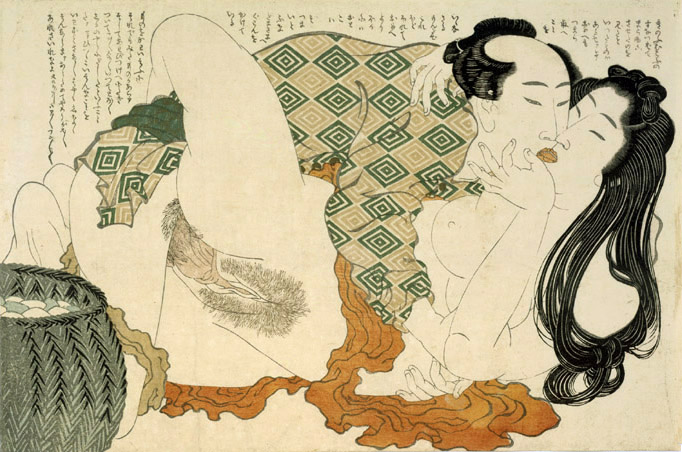
La planta d'Adonis (Fukujusô)
Ukiyo-e, Katsushika Hokusai ca. 1815

El concepte de "cultura pornogràfica" va sorgir durant el període Edo (1603-1867) durant el qual van florir tot tipus de "cultures". Això no vol dir que abans no hi hagués cap obra eròtica. Aquests escrits, sovint molt literaris, eren considerats obres d'art.

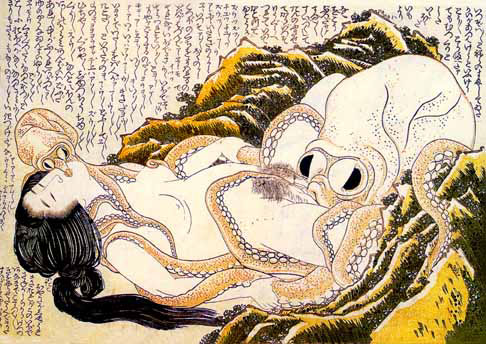
El malson de l'esposa del pescador, per Hosusai

Durant tot aquest període, la pornografia va florir a causa de les característiques particulars de la ciutat d'Edo (antic nom de Tōkyō). En aquella època, la ciutat estava poblada en un 60% per homes que sovint venien d'altres ciutats per treballar-hi. S'hi romanen durant anys abans de tornar a la seva ciutat natal per casar-se (o per reunir-se amb les seves dones). Aquesta gran població masculina jove necessitava satisfer els seus desitjos sexuals ja sigui en lectures eròtiques i/o pornogràfiques, o en bordells situats en barris específics, de vegades controlats per l'estat, com ara el barri de Yoshiwara a Edo.

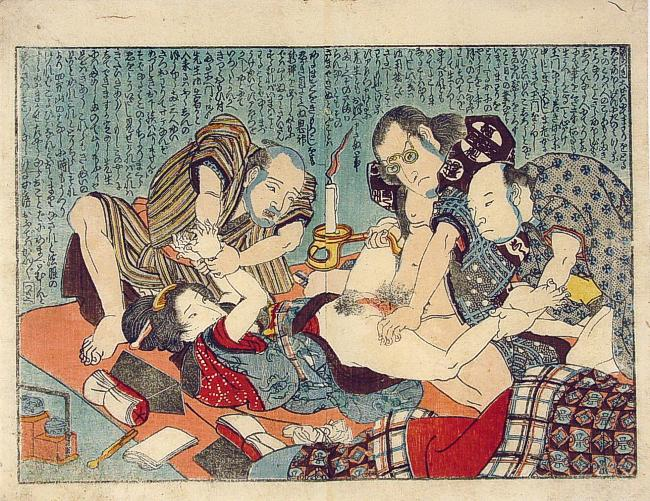
Escena de violació, per Utagawa Kuniyoshi, s. XIX

Aleshores es venien molts objectes pornogràfics. Molt sovint es tracta de gravats pornogràfics anomenats shunga que detallen tot tipus de postures. Aquests dibuixos s'agrupen, amb més freqüència, en llibres esmaltats pels excessos verbals de les parelles o una breu descripció de l'escena. El seu ús és actualment objecte de debat. És probable que estiguessin pensats per ser vists en companyia de la persona desitjada o durant masturbacions. Els llibres Shunga es poden agafar en préstec a les biblioteques. El 1808, n'hi havia 656 a Edo (és a dir, una biblioteca per a 1.500 habitants) i 300 a Osaka. (En aquestes biblioteques també hi ha llibres no pornogràfics com xilografies d'actors geishes conegudes o kabuki també hi eren disponibles) Durant aquest període han sorgit altres elements pornogràfics, com el netsuke.
Cap al final del període Edo, van aparèixer gravats que representaven actes sexuals amb estrangers i es van vendre sota el taulell, així com gravats de masturbació, zoofília, dibuixos amb dimonis i/o deïtats.

### Època contemporània
Durant l'era Meiji (1868-1912), la publicació de material pornogràfic va disminuir sota la pressió del govern, sobre la base que la sexualitat pública podria ser considerada com una regressió pels països europeus. Tot i que l'edició de shunga es va alentir, aquests gravats continuen exportant-se a l'estranger com a 'objectes d'art'. Les novel·les eròtiques i pornogràfiques encara s'imprimien i venien d'amagat. Només la barrera lingüística va impedir una àmplia distribució fora del Japó. L'art pornogràfic (inclosa la fotografia) continuava existint a causa de la demanda, però es considerava un art menor. Les evocacions sexuals continuaven autoritzades a les novel·les novel·les i als manga, però una censura molt estricta afecta la fotografia i el cinema.
Després de la Segona Guerra Mundial, la llei contra l'"obscenitat", l'article 175, va ser l'única llei oficial de censura que va romandre en vigor.
Sota la influència de publicacions com Playboy, poc després de la guerra van aparèixer publicacions periòdiques pornogràfiques i van publicar novel·les i fotografies de caràcter pornogràfic. Playboy en si no va tenir èxit al Japó perquè els seus articles giraven al voltant de l'estil de vida nord-americà, les models eren majoritàriament no asiàtiques, les entrevistes tocaven personalitats majoritàriament desconegudes pels japonesos, la moda i els esports eren purament americans. (Playboy Japan va renovar els seus articles i la seva cobertura des de principis de 2000: ara recluta periodistes japonesos que només escriuen articles relacionats amb el Japó i deixen caure la majoria dels articles originals) D'altra banda, Playboy va donar lloc a un estil conegut com yomono, 'coses vingudes d'occident'.
A principis dels anys 1960, diversos estudis van començar a comercialitzar pinku eiga (lit. 'pel·lícules rosa') destinades exclusivament a la seva projecció en sales reservades per a adults. La censura prohibeix estrictament mostrar els genitals però deixa el camp obert a tota la resta. Les produccions són molt diverses, algunes mostren escenes de violació o de bondage.
Al llarg dels anys seixanta, els pinku eiga eren, en la seva majoria, pel·lícules de baix pressupost produïdes per companyies independents com les de Kōji Wakamatsu. El 1971, el gran estudi Nikkatsu va irrompre a la indústria del pinku eiga amb la sèrie de gran pressupost Roman porno (literalment porno romàntic). Des de 1960 fins a finals dels 80, diverses lleis ambigües sobre la censura tenen com a resultat la classificació de les pel·lícules eròtiques i pornogràfiques en un centenar de productes diferents. A mitjanit, les cadenes de televisió poden emetre pel·lícules qualificades com a pinku eiga, però els seus índexs baixen davant la competència de les pel·lícules pornogràfiques.
Publicacions amb orientació homosexual van aparèixer el 1971 amb la firma Barazoku, que va continuar la seva activitat fins al 2004. Cadascuna d'aquestes publicacions periòdiques anava dirigida a un públic diferent: La revista Badi és més apte per a joves homosexuals, Samson magazine per a homes grassos i G-men per a homes musculosos. Els llocs web d'aquestes publicacions presenten els mateixos tipus d'homes.

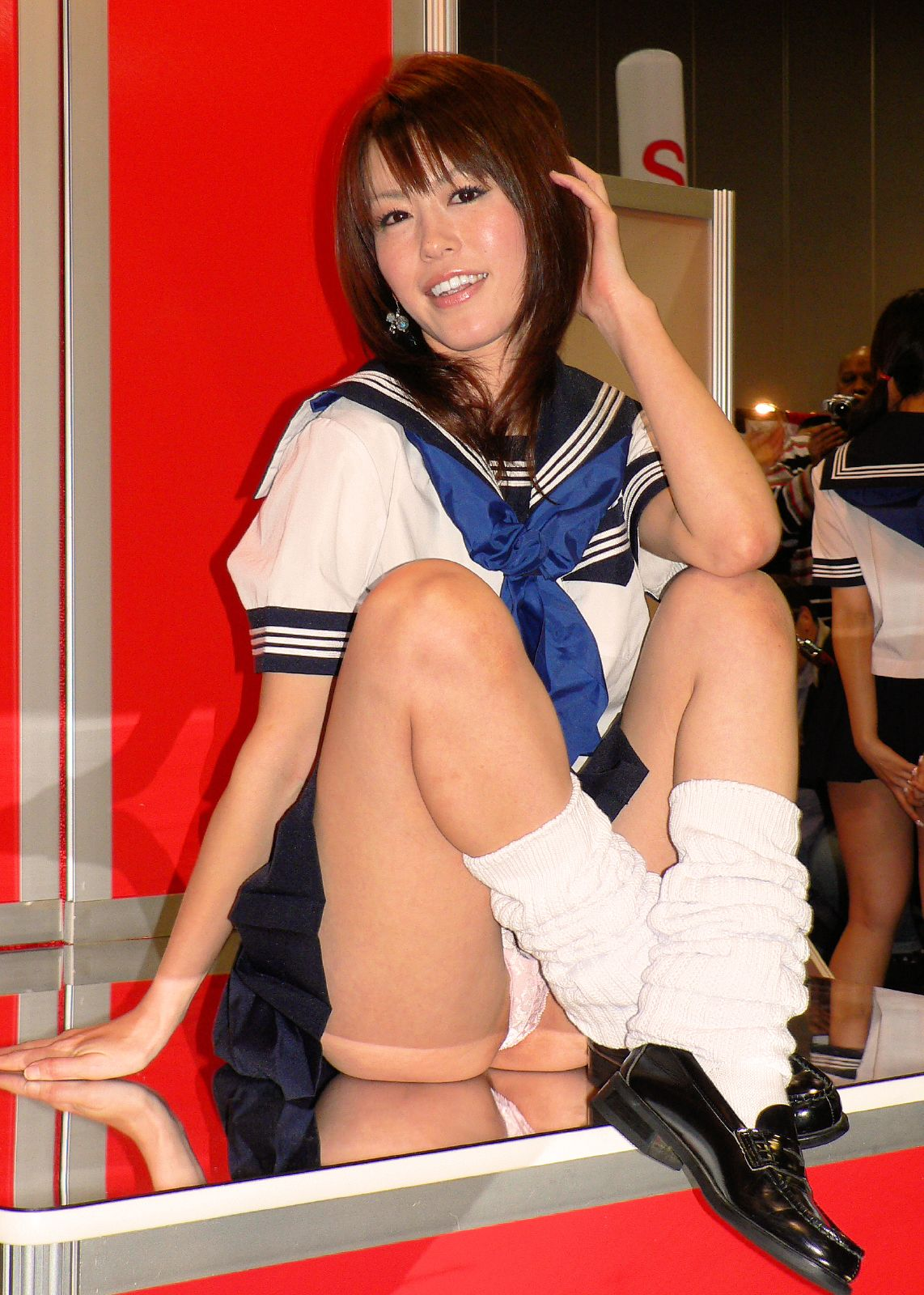
L'actriu japonesa Ai Himeno

Durant la dècada de 1980, la proliferació de vídeos pornogràfics, coneguts habitualment com a Vídeos per adults (sovint abreujats com a AV), va eliminar les sales de cinema dedicades al pinku eiga. Efectivament, els videoclubs posen a disposició del públic el lloguer d'aquests AV a un preu molt inferior al d'una entrada de cinema. Com que la família japonesa típica tenia almenys dos televisors i dos reproductors de videocassets en aquell moment, les vendes de cintes van augmentar. Es diu, sense demostrar-se realment, que el motiu del fracàs del sistema Betamax seria que es van vendre o llogar nombroses pel·lícules AV al VHS.
Es venen pocs vídeos AV en format Laserdisc. Cal esperar el vídeo CD i, més tard, el DVD.
Nintendo va llançar la seva primera consola de videojocs el 1983. Alguns jocs pornogràfics es posen a la venda immediatament. Nintendo desitjant mantenir per les seves màquines un caràcter familiar lúdic, aquest tipus de publicacions s'eliminen ràpidament del mercat. Els jocs per ordinadors personals, en estar limitats només per la censura, es converteixen en un canal de distribució ideal per a jocs pornogràfics.
Cap a finals de la dècada de 1980, la producció de dōjin va explotar. Es calcula que la meitat d'això està format per publicacions pornogràfiques. Els problemes de copyright afecten aquesta nova veta. Malgrat tot, la producció de dōjinshi segueix sent una manera ideal de començar abans d'apropar-se a revistes professionals. El yaoi es va originar dins del mercat dōjinshi. La dècada dels vuitanta també va veure com les revistes especialitzades s'orientaven cap als lectors madurs i els oferien continguts més explícits. No és realment una innovació. Aquesta mena de publicacions troba la seva contrapartida en forma de diaris ja existents, destinats a lectores. El seu contingut és molt més explícit que els seus homòlegs masculins.
Datant de mitjans dels anys 1990, els primers jocs pornogràfics arriben enmig del dōjin.
Segons John Carr, un assessor del govern del Regne Unit sobre política de seguretat a Internet per a nens, dos terços de totes les imatges pedofíliques a Internet a finals dels anys noranta podrien haver-se originat al Japó. A més, va comentar: "Pensem que la pornografia infantil, en qualsevol forma, promou valors i envia el missatge que està bé abusar sexualment dels nens. Ajuda els pedòfils a justificar les seves idees o comportaments i desensibilitza la societat en el seu conjunt". Des de la llei contra la pornografia infantil el 1999, ara es creu que la proporció és inferior al 2%. ECPAT creu que molts productors de pornografia infantil simplement s'han dedicat a produir animes o pel·lícules amb adults vestits de nens.
Les dones japoneses denuncien que les enganyaven amb "contractes de modelatge" i les obligaven a actuar en pornografia. S'ha demanat una major regulació de la indústria.
S'ha proposat una nova directriu que les dones actrius pornogràfiques tenen dret a prohibir la venda de vídeos en què apareixen després de cinc anys des de la data de llançament inicial.

## Consideracions

### Lleis de censura

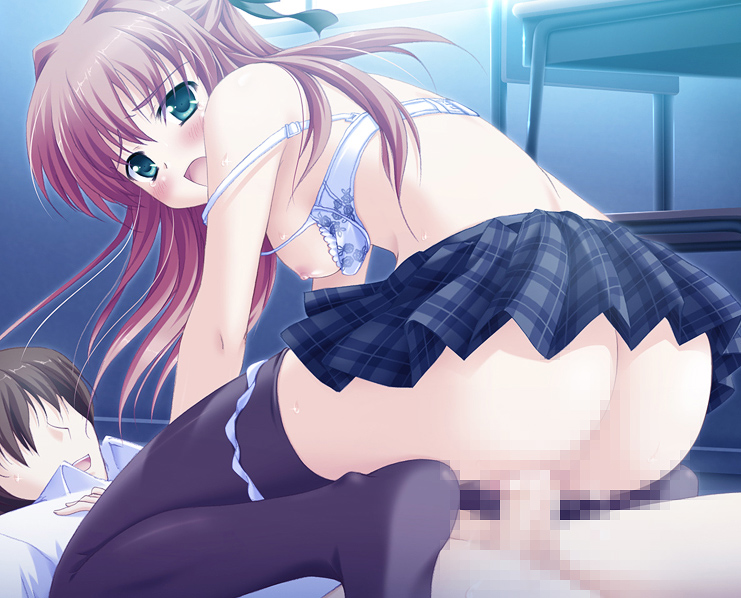
Dibuix pornogràfic hentai censurat

Segons l'article 175 del Codi Penal del Japó, les persones que venen o distribueixen materials obscens poden ser castigades amb multes o presó. L'article 175 es va incloure al document original el 1907 i es manté relativament sense canvis. Mostrar el pèl púbic i els genitals adults era considerat obscè. La pornografia en vídeo mostra habitualment escenes de sexe explícites amb els genitals dels participants enfosquits per la pixelització. La quantitat de censura del penis pot variar. La publicació de Waterfruit i Santa Fe de Kishin Shinoyama va ser probablement la primera publicació que va incloure pel púbic. Moltes empreses de producció de vídeo pertanyen a associacions ètiques que ofereixen orientació sobre què és acceptable i què no. La Nihon Ethics of Video Association, l'Ethics Organization of Computer Software i la Contents Soft Association són tres exemples d'aquestes organitzacions.

### Religió i pornografia
La religió indígena del Japó, Xinto (Kami-no-Michi), es basa en l'animisme, amb la creença que els éssers sobrenaturals habiten a la natura. Els déus i les deesses del xintoisme no són repositoris de la moral o la perfecció; en canvi, existeixen dins de la natura i, per tant, la sexualitat és una part innata de la vida mateixa. Per tant, les actituds religioses no són obstacles per la presència de material pornogràfic a la societat japonesa.

### Pornografia infantil
La possessió de pornografia infantil que representa nens reals és il·legal al Japó des del juny de 2014. La distribució de la pornografia infantil era de iure il·legal el 1999 després de la pressió internacional de les Nacions Unides, UNICEF i altres organitzacions internacionals, tot i que la llei feia una distinció entre la pornografia hardcore i la pornografia softcore, que està àmpliament disponible al Japó, com ara junior idol i lolicon a centres de mitjans com Akihabara i Nipponbashi, i com a molt konbini, o botigues de conveniència japoneses. Els fiscals han presentat processaments d'acord amb la nova llei sota l'únic sistema legal del Japó, la qual cosa ha donat lloc a alguns veredictes financers, amb una relativa rigorositat de l'aplicació que continua variant segons les prefectures.
El juny de 2008, un projecte de llei que proposava la imposició d'una prohibició de la tinença de pornografia infantil es va presentar a la Cambra de Representants del Japó on es va presentar davant la Dieta al setembre, però no va ser aprovat. El 15 de juliol de 2014 es van afegir sancions a la simple tinença de pornografia infantil com a conseqüència de la revisió de la llei.

### Agressions sexuals
El 1999, Milton Diamond i Ayako Uchiyama van postular que l'augment del material pornogràfic al Japó a partir de la dècada de 1970 crea una disminució de la violència denunciada.
El 2016, la campanya del grup Human Rights Now va informar denúncies que algunes dones que apareixien en pel·lícules pornogràfiques s'havien vist obligades a fer-ho contra la seva voluntat. The group called for the introduction of legislation to regulate production companies and for help for any performers who had experienced abuse.

## Tipus

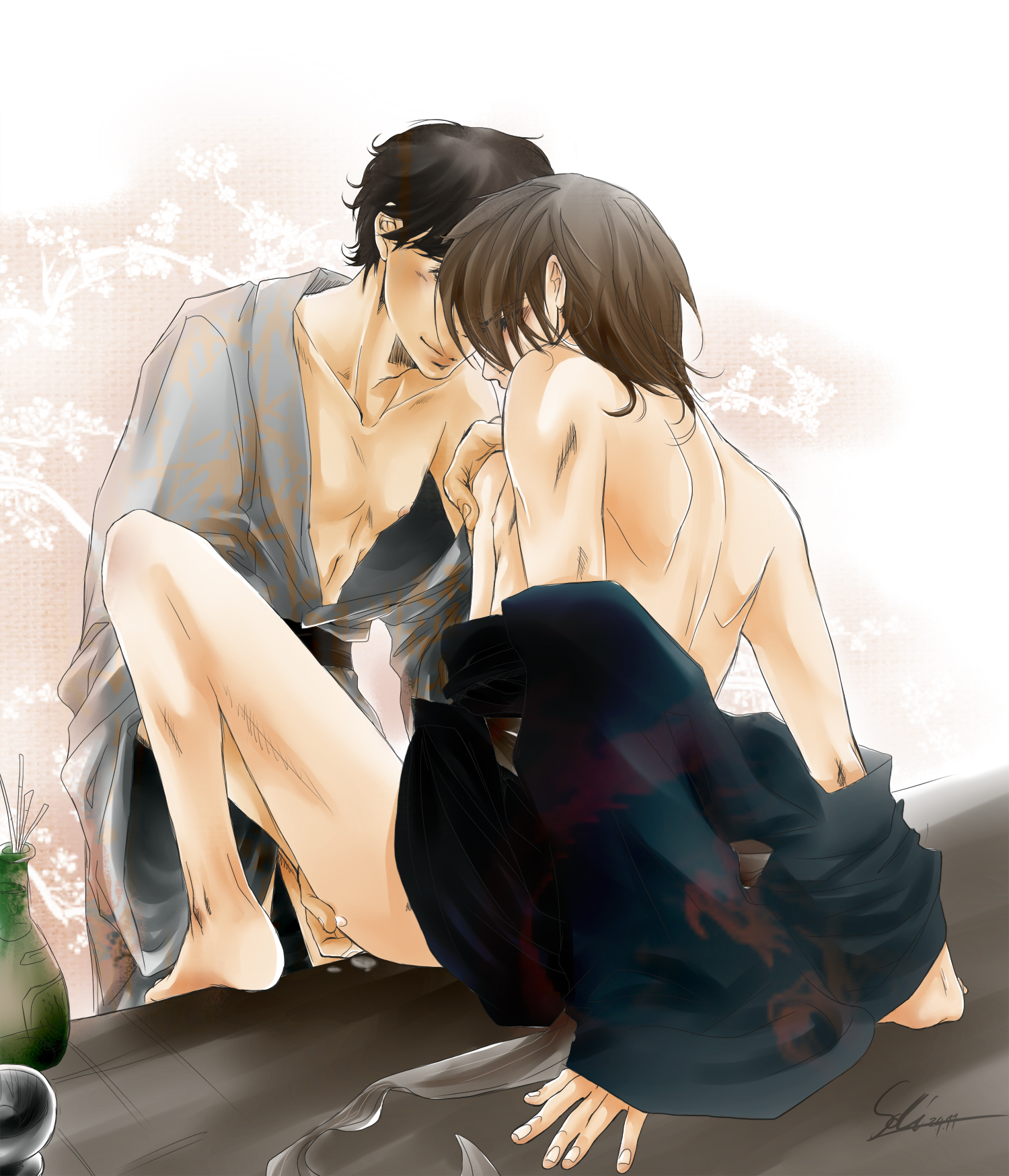
Dibuix yaoi amb escena sexual entre dos personatges masculins

### Dōjin i paròdies
Dōjinshi (sovint transliterat com a doujinshi), o les obres autopublicades que sovint són manga, són sovint (però no sempre) pornogràfiques, ja sigui com a obres originals o com a imitacions d'anime, jocs i manga populars.

### Anime
L'eròtica animada (coneguda a Occident com a hentai però al Japó com a "anime per a adults", "anime ero" o "animació eròtica") és un gènere popular al Japó i generalment manté el mateix estil d'animació. vist en altres formes populars d'animació japonesa (anime). El terme hentai significa literalment "metamorfosi" o "transformació", però en un ús alternatiu i en context a la situació de lascívia, significa "manera perversa" o "pervertida".

### Videojocs
Els jocs per a adults són un gènere de videojocs al Japó. A causa de la barrera lingüística i les diferències culturals, el gènere és menys popular fora del Japó. Coneguts com a "jocs bishōjo" o "jocs de noies boniques" (escrit alternativament "bishoujo") o com a "eroge" en japonès, els jocs es coneixen amb diversos noms utilitzats pels fans anglesos. Empreses com JAST USA i MangaGamer estan traduint simuladors de cites i novel·la visual a l'anglès per al mercat incipient fora del Japó. Per als videojocs per a adults al Japó, la qualificació de "18+" va ser encunyada per l'Organització Ètica del Programari Informàtic o Contents Soft Association. La classificació dels videojocs per a adults no ha pujat a la Computer Entertainment Rating Organization.

### Internet
La Fanfiction, que es troba habitualment als llocs web, no es limita a personatges ficticis i sovint també utilitza persones reals en directe, tot i que aquestes obres tindrien poc sentit per a aquells que no veuen programes de televisió japonesos. Els escriptors de Dōjinshi solen utilitzar Internet per comercialitzar els seus productes oferint previsualitzacions de noves obres, una adreça secreta on els compradors poden trobar obres addicionals i una mostra dels seus jocs. També recluten nous escriptors i artistes en línia. Existeixen diversos motors de cerca exclusivament per a adults per permetre que algú trobi el lloc que està buscant, sense haver de buscar a través de llocs web comercials que enumeren totes les paraules clau. Moltes obres dōjinshi apareixen a llocs web que recullen l'art i permeten que la gent cerqui de forma gratuïta.
Molts llocs web inclouen imatges de salutació estacionals, sovint pornogràfiques, de llocs enllaçats i d'amics que freqüenten els seus llocs. Una imatge típica de felicitació de Nadal en aquests llocs mostra una noia de Pare Noel en diferents etapes de despullar-se. Els dotze animals del zodíac de l'astrologia xinesa permeten variacions a les nekomimi.

### Revistes
Les revistes són, juntament amb els vídeos, mitjans populars per a materials pornogràfics. Les revistes que contenen manga o imatges pornogràfiques estan controlades i inclouen requisits d'edat per a la compra. Moltes localitats del Japó requereixen que les revistes pornogràfiques estiguin segellades quan es venen fora de les llibreries per adults, però no és estrany trobar revistes no pornogràfiques que contenen nuesa. Moltes revistes, especialment tabloides setmanals, inclouen imatges de nus i fotografies similars a les Pàgina Tres que apareixen a molts tabloides occidentals. Mentre aquestes imatges no representin òrgans sexuals o actes sexuals, no es consideren pornogràfiques i, per tant, es venen lliurement en públic.
Els escrits confessionals d'ambdós gèneres són un tema popular a les revistes masculines i pornogràfiques.

### Adaptacions de pel·lícules
L'agost de 2019, Netflix va estrenar The Naked Director, un drama original que representa la vida d'un productor japonès de vídeos per a adults, Toru Muranishi i una de les seus primeres actrius, Kaoru Kuroki. El drama va rebre un reconeixement mundial, i es va estrenar una segona temporada el 2021. Avui dia, Toru Muranishi és conegut com l'"Emperador del porno" i "el més brut dels vells bruts de la indústria" per ser un dels pioners en la indústria.

### Manga
El manga amb contingut pornogràfic s'adreça tant al públic masculí com al femení, i els artistes de manga tant masculins com femenins escriuen obres pornogràfiques. El manga pornogràfic d'orientació masculina es coneix com a eromanga. En contextos occidentals, això s'anomena més comunament manga hentai.

### Vídeo
Moltes pel·lícules pornogràfiques d'elaboració japonesa, conegudes com a "vídeos per adults japonesos" o JAV, tenen títols que suggereixen que utilitzen menors, o que mostren l'enregistrament d'un altre delicte sexual. No obstant això, tots els títols que es distribueixen amb l'aprovació d'Eirin, l'organisme regulador de la indústria cinematogràfica japonesa, compleixen plenament i no infringeixen cap llei japonesa.
Una estratagema comuna és substituir una part d'un títol per un caràcter, o utilitzar un neologisme fonèticament similar.

### Realitat virtual (VR)
La realitat virtual ha augmentat en popularitat en els darrers anys, en gran part impulsada per la indústria del porno. Des de principis del 2020, l'ús de la realitat virtual per als vídeos per adults japonesos s'ha disparat, en gran part atribuït a la pandèmia de COVID-19 i la maduració de la indústria.

## Subgèneres
Entre els diferents subgèneres de la pornografia japonesa es troben els següents:
- Lolicon (abreviatura de "complex de Lolita") ロリコン

: aquest gènere inclou noies prepúbers i adolescents d'entre 6 i 11 anys. Normalment és pornografia animada, ja que l'edat legal per aparèixer en una pel·lícula pornogràfica al Japó és de 18 anys.
- Shotacon (abreviatura de "Shoutarou Complex"): semblant al Lolicon, aquest gènere inclou nens prepúbers o menors d'edat d'entre 6 i 11 anys. Normalment és pornografia animada, ja que l'edat legal per aparèixer en una pel·lícula pornogràfica al Japó és de 18 anys.
- Yaoi ("Amor dels nois"): amb dos nois o homes en una relació homosexual/gai. El públic objectiu són normalment dones adultes joves. Normalment presenta un "uke" femení o sotmès, i un "seme" o dominant masculí, però no sempre és així, ja que "uke" sovint també es presenta com a masculí.
- Geikomi (de vegades "Bara"): Manga fet per i per a homes gais que sovint són pornogràfics. Típicament presenta homes adults amb diferents graus de múscul, greix corporal i pèl corporal, semblants a beefcake o ósos. Geikomi pot centrar-se en els obstacles i els reptes més realistes que comporta ser gai al Japó.
- Yuri ("Amor de les noies"): amb dues dones adultes grans en una relació homosexual/lèsbica. El públic objectiu són majoritàriament homes o lesbianes, però és molt menys popular que Yaoi.
- Pornografia per a dones: nou subgènere orientat a dones, que retraten "eromen" (homes eròtics) que atenen les necessitats de les dones.[26][27]

## Empreses i persones

### Revistes
- Actress (Riidosha)
- Action Camera Stinger (Wani Shuppan)
- Bejean (GOT Corp.)—big seller
- Beppin School (Eichi Shuppan)
- Best Video (Sanwa Shuppan)
- Cream (Wailea Shuppan)
- Don't (Sun shuppan)
- Dr. Piccaso (Eichi Shuppan)
- Gokuh (Eichi Shuppan)
- Nessha Booi (Tokyo Sanseisha)
- Nyan Nyan Club (Core Magazine)
- Weekly Playboy (Shueisha)—big seller
- The Best Magazine (KK Best Sellers)
- Uoo! (Sun Shuppan)
- Urecco (Mirion Shuppan)
- Video Boy (GOT Corp.)

### Editorials
- Akaneshinsha
- Asukii
- Bauhaus
- Bunkasha
- Core Magazine
- C's Publishing
- Eichi publishing
- France shoin
- Futabasha
- Futami Shobou
- Issuisya
- John Howard Xtreme Publishing
- Kaimeikan
- Kasakura Publishing
- Kindai Eigasha
- Kousaisyobo
- Myway Publishing
- Oakla Publishing
- Odysseus Publishing
- oks-online
- Saibunkan Shuppan
- Sakuramomo Syobo
- Sanwa Erotica
- Shinchosha
- Shinkosha Publishing
- Shobunkan
- Softmagic
- Studio Pot
- Taiyō Publishing
- Take Shobou
- Terra Publications
- Tokyo Sanseisha
- Tsukasa Shobou
- Wailea Publishing
- Wani Books
- Wanimagazine
- Yaziyo

### Productores
- Alice Japan
- Atlas21
- Attackers
- Bauhaus
- Big Morkal
- CineMagic Co.
- Cross
- Crystal-Eizou
- DOC
- Dogma
- Garomage—nudity-only videos
- Giga
- Glory Quest
- h.m.p.
- Hokuto Corporation
- Hot Entertainment
- IdeaPocket
- Indies Media
- Japan Home Video
- Kasakura Shuppansha
- KMP
- Kuki Inc.
- Lahaina Tokai
- Madonna
- Max-A
- Million Film
- Moodyz
- Muteki
- Next 11
- Premium
- Prestige
- Reddo Totsugekitai
- S1 No. 1 Style
- SexiA
- Shai Kikaku
- Soft On Demand
- Take Shobou
- Total Media Agency
- Uchu Kikaku—productora major associada amb l'editorial Eichi Shuppan
- V&R Planning—inclou V&R Products & V&R International
- Wanz Factory
- Yellow Box

### Personalitats
- Ai Iijima
- Azumi Kawashima
- Bunko Kanazawa
- Chocoball Mukai
- Maria Ozawa
- Riko Tachibana
- Sora Aoi
- Yua Aida
- Akiho Yoshizawa